# 樋口菜美

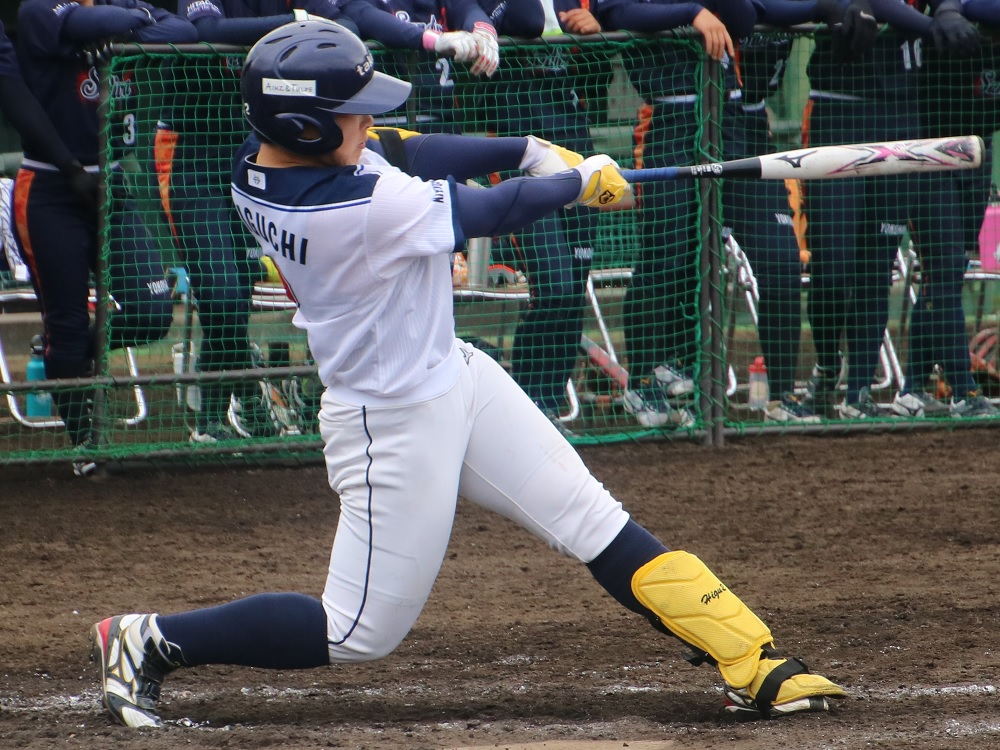
重心の低い打撃フォーム (2024年)

樋口 菜美（ひぐち なみ、1994年3月11日 - ）は、徳島県出身の女子ソフトボール選手（外野手）。タカギ北九州ウォーターウェーブ所属。

## 経歴
兄の影響で7歳から野球を始めた。高校からソフトボールに転向。徳島県立徳島商業高等学校、園田学園女子大学を卒業後、2016年に伊予銀行ヴェールズに入団。2022年からタカギ北九州ウォーターウェーブに所属。
2016年から2021年まで伊予銀行ヴェールズでプレー。2020年の日本リーグでは、主に1番打者または4番打者として全11試合に出場して打率.286（リーグ20位タイ）、4本塁打（同1位タイ）、6打点（同12位タイ）の記録を残し、本塁打王とベストナイン賞（指名選手）のタイトルを獲得した。
2022年にタカギ北九州ウォーターウェーブに移籍。初年度からJDリーグのレギュラーシーズン全29試合に出場して打率.304（西地区8位）、10本塁打（同1位）、26打点（同1位タイ）を記録し、西地区の最多本塁打賞、最多打点賞、ベストナイン（外野手）を受賞した。

## 選手としての特徴
長打力を武器としており、打率3割と本塁打王を目標に掲げている。目標としているアスリートとしてプロ野球選手の岡本和真の名前をあげている。

## 詳細情報

### 日本リーグ個人表彰
- 2020年 - 本塁打王（4本）、ベストナイン賞（指名選手）

### JDリーグ個人表彰
- 2022年 - [西]最多本塁打賞（10本）、[西]最多打点賞（26点）、[西]ベストナイン（外野手）
- 2023年 - [西]ベストナイン（外野手）

### 背番号
- 2（2016 - ）